# Raffaele Manganiello
Raffaele Manganiello (Ariano di Puglia, 20 novembre 1900 – Mazzè, 14 settembre 1944) è stato un dirigente sportivo e politico italiano.

## Biografia
Dottore in medicina, il 1º giugno 1920 si iscrisse al fascio di combattimento di Firenze, città ove intanto si era trasferito. Squadrista, ben presto si distinse per le sue azioni violente. Il 19 luglio 1921, durante una spedizione punitiva a Livorno è arrestato assieme a Tullio Tamburini, uno dei vertici dello squadrismo fiorentino. Due anni dopo, quando partecipò alla marcia su Roma, era ormai uno dei capi riconosciuti del movimento fiorentino. Nel novembre dello stesso anno prese parte, insieme ad Alessandro Pavolini e ad altri giovani squadristi, ad una scissione interna al movimento fascista nel capoluogo toscano, costituendo l'effimera "Banda dello sgombro". Rientrato nei quadri ufficiali del Partito Nazionale Fascista, nel 1924 Manganiello fu nominato membro della commissione provvisoria dei fasci nazionali.
La notte tra il 3 ed il 4 ottobre, in quella che è passata alla storia come la "notte di San Bartolomeo", fu tra i protagonisti delle violenze antimassoniche che sconvolsero Firenze. Insieme ad altri fascisti Manganiello penetrò nello studio dell'avvocato Giovanni Becciolini, che aveva messo in salvo dai fascisti l'anziano Maestro Venerabile della Loggia “Lucifero” Napoleone Bandinelli, lo seviziò e lo uccise nei pressi del Mercato Centrale.
Nel 1932 divenne segretario federale ad Imperia, poi, nel 1934, fu trasferito a Catanzaro, quindi nel 1937 a Cosenza e per pochi mesi a Rodi nel 1940, dove esercitò anche la funzione d'ispettore del partito per il Dodecaneso.
Nel 1939 divenne consigliere nazionale della Camera dei Fasci e delle Corporazioni.
L'8 novembre del 1940 assunse l'incarico di Presidente del Comitato Olimpico Nazionale Italiano (C.O.N.I.), che mantenne fino al 25 luglio del 1943. Alla direzione del CONI fu sostituito da una gestione commissariale.
All'indomani della caduta del governo fascista venne sollevato dall'incarico e recluso nel penitenziario romano di Forte Boccea. Liberato in seguito all'occupazione tedesca della capitale, aderì con entusiasmo alla Repubblica Sociale Italiana. Il 1º ottobre 1943 Mussolini lo nominò prefetto e capo della provincia di Firenze. Nel dicembre dello stesso anno, affidò la creazione dell'Ufficio degli affari ebraici (che ebbe sede presso un locale confiscato all'avvocato ebreo Bettino Errera), all'antisemita Giovanni Francesco Martelloni. Stando ai documenti, Manganiello e il colonnello Mario Carità furono i principali fautori della rappresaglia conosciuta come l'eccidio delle Cascine: il 2 dicembre 1943 i prigionieri politici Armando Gualtieri, Gino Maneggi, Luigi Pugi, Oreste Ristori e Armando Storai furono fucilati come risposta all'uccisione del colonnello dell’esercito fascista repubblicano Gino Gobbi.
Manganiello fu prefetto di Firenze fino al 23 luglio 1944, allorché si trasferì al nord, nelle terre rimaste sotto il controllo della Repubblica Sociale. Stabilitosi a Varese, Manganiello fu nominato prefetto di Torino al posto di Paolo Zerbino. Tuttavia, proprio mentre, privo di scorta, si accingeva a raggiungere a bordo della sua Aprilia la nuova sede che gli era stata assegnata, il 14 settembre 1944 fu preso prigioniero al casello autostradale di Rondissone (Torino) da una pattuglia partigiana, comandata dal "Diavolo rosso" Battista Caperone. Manganiello tentò di fornire le false generalità del veterinario Mario Visconti ma i documenti sequestratigli erano inequivocabili. Insieme ai compagni di viaggio fu prelevato e consegnato ad un gruppo guidato dal vicecomandante Trancia (un ragazzo poco più che ventenne). Dopo l'uccisione della sua scorta (i brigadieri del Corpo di Polizia Repubblicana Alceo e Francesco Gabriellini) e dell'ausiliaria Dorotea Lantieri (che incinta aveva chiesto un passaggio per Torino), fu fucilato il giorno stesso presso Mazzè (Torino) da elementi partigiani. I corpi completamente denudati furono gettati nel fiume Dora.
Alla sua memoria fu intitolata la Brigata Nera di Firenze, "Raffaele Manganiello".